# Humor a Toda Vela
Humor a toda Vela, libro de viñetas editado en 2007, con la participación de la mayoría de humoristas españoles contemporáneos.
Con motivo de la celebración de la Copa América en Valencia, con el soporte de los responsables de “El Desafío Español”, se organizó una exposición de dibujos relacionados con la vigente “32nd America´s Cup”.
Los dibujos de dicha exposición, organizada por Luís Conde, se editaron en un libro, con la colaboración de Lunwerg editores.
El libro, con portada de Mingote, contiene 92 dibujos, en color, más las biografías y una caricatura de humoristas y dibujantes de humor como Almarza, Alvarez, Angelines, Carlos Azagra, Juan José Carbó, Ballesta, Cabañas, Ché, Dodot, Edu, Enrique, Ermengol, Fer, Fritz, Gab. Gogue, Harca, Idígoras y Pachi, Joséjulio, Kalikatres, Kap, Kim, Lanzón, Lola, Pareja, Malagón, Mel, Menta, Madrigal, Marçal, Martín Favelis, Mingote, Mora, Moreno, Mozo, Munoa, Nani, José Orcajo, Ortifus, Quique, Ramón, Peridis, Arturo Rojas de la Cámara, Sebas, Sergio Bleda, Sir Cámara, Turcios, Ventura, Xaquín Marín y Zulet entre otros.
Se da el caso de que entre estos dibujantes hay varios históricos de La Codorniz, bastantes de la revista El Jueves algunos históricos de “Jaimito” y “Pumby” y los dibujantes de los periódicos El Mundo, El País, ABC, La Razón, La Vanguardia entre otros.